# Odontomera nigropilosa
Odontomera nigropilosa är en tvåvingeart som beskrevs av Friedrich Georg Hendel 1911. Odontomera nigropilosa ingår i släktet Odontomera och familjen Richardiidae. Inga underarter finns listade i Catalogue of Life.